# 인터넷 익스플로러 4
마이크로소프트 인터넷 익스플로러 4(Microsoft Internet Explorer 4, IE4)는 그래픽 웹 브라우저로 1997년 9월에 출시되었으며 윈도우용이지만 이번 버전은 맥 OS, 솔라리스에서도 사용할 수 있게 만들었다.
이것은 1차 브라우저 전쟁의 시작으로 윈도우 98에 인터넷 익스플로러 4를 탑재한 후 점유율이 폭등하면서 독과점 문제를 일으키기도 했다. 이 버전은 윈도우 95 OSR 2.5와 윈도우 98에 탑재되었다. 그리고 트라이던트라는 새로운 레이아웃 엔진도 이 때부터 사용되었다. 이 브라우저는 1999년 3월에 70% 정도의 점유율을 가지고 있었다. 그러나 2001년 8월에 IE6이 출시되었을때, 이미 인터넷 익스플로러 4.x는 5% 정도로 점유율이 하락했고, 인터넷 익스플로러 5.x는 80%의 점유율을 가지고 있었다. 인터넷 익스플로러 4는 2004년에는 0.4%의 점유율을 가지고 있었다.
2004년 12월 31일부터 윈도우 NT 4.0 서버, 윈도우 NT 4.0 워크스테이션, 윈도우 2000 서비스팩 1 버전과 동시에 지원이 종료되어 더 이상 마이크로소프트 다운로드 센터에서 인터넷 익스플로러 4를 내려받을 수 없게 되었다.

## 개요
인터넷 익스플로러 4 베타는 1997년 4월에 출시되었다. 그 뒤 또 다른 베타 버전이 그해 7월 출시되었으며 1997년 9월에 인터넷 익스플로러 4의 정식 버전이 출시되었다. 윈도우 3.1x부터 구동이 가능하다. 인터넷 익스플로러를 윈도우 95나 윈도우 NT 4.0에 설치하면 윈도우 데스크톱 업데이트라는 프로그램을 설치할 수 있는데 브라우저 스타일로 윈도우 탐색기가 변경되며 HTML 파일을 바탕화면으로 할 수 있는 액티브 데스크톱 기능도 추가되었다. 버전 3에 있던 "인터넷 메일과 뉴스"는 아웃룩 익스프레스로 이름이 바뀌었고 마이크로소프트 채팅과 향상된 넷미팅도 추가되었다. 이 버전은 윈도우 98 오리지널 버전에 포함되어 있다. 버전 4.5는 맥 전용으로, 68k 맥을 더 이상 지원하지 않지만 128비트 암호화 지원같은 새 기능을 가지고 있다.

맥 버전을 제외한 인터넷 익스플로러 4의 마지막 버전은 4.0 서비스팩 2이다.

### 맥 OS용 인터넷 익스플로러 4.x
1998년 1월 6일, 마이크로소프트는 맥 OS용 인터넷 익스플로러의 최종 버전을 발표했다. 이 버전은 오프라인 브라우징, 다이나믹 HTML, 더 빠른 자바 가상 머신(Java Virtual Machine)을 가지고 있었다. 같은 날 애플은 인터넷 익스플로러 4.0을 탑재할 맥 OS 8.1을 발표했다.
1999년 1월 9일, 마이크로소프트는 인터넷 익스플로러 4.5 맥 에디션을 발표했다. 이 버전은 68k 프로세서 지원을 중지했고 인쇄 미리 보기 등의 기능을 추가했다.

## 기능
인터넷 익스플로러 4는 액티브 데스크톱, 윈도우 데스크톱 업데이트, 액티브 채널, 웹 출판 마법사 등의 기능이 있다.
</ref>
다른 새로운 기능은 다이내믹 HTML, PNG 지원 등이 있다.

## 통합된 소프트웨어
- 마이크로소프트 채팅 2.0은 간단한 텍스트 채팅 프로그램으로 윈도우 NT 3.x와 윈도우 XP 및 윈도우 서버 2003을 포함한 윈도우 NT 계열의 운영체제에 포함된 프로그램이다.
- 아웃룩 익스프레스 4.0은 마이크로소프트 인터넷 메일과 뉴스의 후속판이다.
- 프론트페이지 익스프레스 2.0는 인터넷 익스플로러 4에 번들된 버전으로 무료이며 서버에 HTML 파일을 쉽게 올릴 수 있도록 제작되었다.

### 액티브 데스크톱
액티브 데스크톱은 윈도우 데스크톱 업데이트에 있는 기능으로 HTML 콘텐츠를 바탕 화면으로 사용할 수 있게 만들어졌다.

### 채널
액티브 채널은 웹 사이트를 온라인일 때 가져온 후 오프라인 상태에서도 웹사이트를 볼 수 있게 해주는 기능이다. 채널들은 채널 모음에서 볼 수 있다.

### 윈도우 데스크톱 업데이트
윈도우 데스크톱 업데이트는 인터넷 익스플로러 4에 있는 추가 기능으로 윈도우 탐색기를 새로운 스타일로 바꿔주는 기능이다.

### 트라이던트(MSHTML)
트라이던트는 인터넷 익스플로러 4부터 사용된 레이아웃 엔진이다.

## 시스템 요구사항

### PC
PC는 윈도우 95 이상, 16MB의 메모리, 11MB의 디스크 용량이 필요하다.

### 맥
매킨토시는 68030 이상의 프로세서, 시스템 7.1 이상, 8MB 이상의 메모리(12MB 권장), 21MB의 디스크 용량, PPP 연결 소프트웨어가 필요하다. 인터넷 익스플로러 4.5는 68k 맥을 지원하지 않는다.

## 암호화
인터넷 익스플로러 4는 40비트와 128비트의 암호화를 지원한다. 이 버전에서는 128비트 암호화가 가능하다.
- 맥 OS용 인터넷 익스플로러 4.5
- 인터넷 익스플로러 4.5 128-비트 에디션
- 인터넷 익스플로러 4.01
- 유닉스용 인터넷 익스플로러 4.0
- 인터넷 익스플로러 4.01 서비스팩 2
- 맥 OS용 인터넷 익스플로러 4.0
- 인터넷 익스플로러 4.0 128-비트 에디션
- 맥 OS용 인터넷 익스플로러 4.5

## 버전

### 개요
맥 OS:
- 버전 4.0 - 1998년 1월 6일
- 버전 4.5 - 1999년 1월 5일

| 메이저 버전 | 마이너 버전 | 출시일           | 주요 변경사항                      | 이 프로그램을 포함한 소프트웨어 |
| ----------- | ----------- | ---------------- | ---------------------------------- | ------------------------------- |
| Version 4   | 4.0 베타 1  | 1997년 4월       | CSS와 마이크로소프트 DOM 지원 향상 |                                 |
| Version 4   | 4.0 베타 2  | 1997년 7월       | HTML과 CSS 지원 향상               |                                 |
| Version 4   | 4.0         | 1997년 9월       | HTML과 CSS 지원 향상               | 윈도우 95 OSR 2.5               |
| Version 4   | 4.01        | 1997년 11월 18일 | 버그 수정                          | 윈도우 98                       |

#### 빌드 정보
- 4.71.544 인터넷 익스플로러 4.0 프리뷰 1.0
- 4.71.1008.3 인터넷 익스플로러 4.0 프리뷰 2.0
- 4.71.1712.6 인터넷 익스플로러 4.0
- 4.72.2106.8 인터넷 익스플로러 4.01
- 4.72.3110.8 인터넷 익스플로러 4.01 서비스 팩 1 (윈도우 98에 탑재됨)
- 4.72.3612.1713 인터넷 익스플로러 4.01 서비스 팩 2

## 같이 보기
- 인터넷의 역사
- 웹 브라우저 연표